# Armorines: Project S.W.A.R.M.
Armorines: Project S.W.A.R.M. és un videojoc futurístic d'acció en primera persona llançat per la Nintendo 64, PlayStation i Game Boy Color el 1999. La línia del vdeojoc està basat en el còmic Armorines de Valiant Comics, que va ser comprat per Acclaim Entertainment amb similituds a la saga Starship Troopers i Turok.

## Jugabilitat
Armorines: Project S.W.A.R.M. utilitza el motor Turok 2 d'Acclaim. A través d'un Nintendo 64 Expansion Pak, la versió de Nintendo 64 pot jugar-se a alta resolució (640 x 480), i és compatible amb el Rumble Pak de Nintendo.
El joc és principalment un shooter en primera persona amb alguns segments de on-rail, i té dos personatges per triar: Tony Lewis i Myra Lane. Cadascun té una arma inicial diferent. Tony utilitza una pistola més lenta però més forta que Myra. Myra utilitza una arma més similar a la metralladora, que causa menys danys. Es poden recollir armes addicionals durant tot el joc.
Armorines compta amb 5 ambients diferents que tenen lloc a la Terra i a l'espai.